# Матфеопулос, Димитриос
Димитриос Матфео́пулос (греч. Δημήτριος Ματθαιόπουλος, 1861 — 1923) — генерал-лейтенант греческой армии, участник Балканских войн 1912—1913 годов.

## Биография
Димитриос Матфеопулос родился в 1861 году в городе Пирей. Поступил в военную академию (училище), которую закончил в марте 1881 года в звании младшего лейтенанта инженерных войск. Матфеопулос участвовал в греко-турецкой войне 1897 года, а затем преподавал в военной академии и издал несколько книг и трудов по военной инженерии.
В 1911—1912 годах, в преддверии Балканских войн, в звании полковника Матфеопулос руководил строительством укреплений вокруг города Лариса в Фессалии.
Во время мобилизации перед началом войны 1912 года Матфеопулос был назначен командиром 5-й пехотной дивизии, сформированной из резервистов.
Во время операций в Западной Македонии (см. Битва при Яннице) 5-й дивизии Матфеопулоса была отведена роль прикрытия левого фланга греческой армии.
Дивизия подверглась внезапной атаке превосходящих османских сил, переброшенных с сербского участка фронта, и вела с 22 по 24 октября тяжёлые оборонительные бои, которые закончились её разгромом (см. Битва при Веви). Матфеопулос был обвинён в том, что дивизия была застигнута врасплох, и был снят с занимаемой должности. Но вскоре он был назначен командиром 8-й пехотной дивизии, с которой принял участие в боях за город Янина, Эпир (см. Битва при Бизани), где и был ранен.
Во время Второй Балканской войны Матфеопулос продолжил командовать 8-й дивизией. Части его дивизии очистили от болгарской армии Западную Фракию.
Матфеопулос ушёл в отставку в ноябре 1922 года в звании генерал-лейтенанта и умер в декабре 1923 года.